# 石川真二
石川 真二（いしかわ しんじ、1970年4月19日 - ）は、福岡県出身の競艇選手。
登録番号3473。

## 選手経歴
1990年5月、66期生として愛知支部よりデビュー。
2001年、ギラン・バレー症候群という難病を患い、選手生命どころか生命自体の危機に瀕する。必死に治療に専念し、4カ月後にレースに復帰。
2006年には年間の最多優勝回数（9回）を記録。
2008年7月、蒲郡競艇場で代替開催された『江戸川大賞IN蒲郡』で初G1を獲得。
2013年より愛知支部から福岡支部に転籍。
2014年9月3日、宮島競艇場G3サッポロビール杯にて優勝し、全24場制覇を達成。
2019年10月19日、芦屋競艇場の5日目第9レースで通算2000勝を達成。
2021年は藤山翔大と並んで年間122勝を挙げ、勝率の差で藤山を上回って年間最多勝のタイトルを獲得した。

## レーススタイル
どのようなレースでもインコースを取りに行くイン屋である。
- 西島義則と同様にデビュー後しばらく経ってからイン屋となったが、本人は「もともとモーターは出足の軽いのが好みなのと、スタートが下手くそなので遅れたくないのと、歳を食って大時計が見づらくなったのとで大時計の見やすいインコースを取るようになった（笑）」と話す[1]。
  - しかし、2022年5月30日に江戸川競艇場で行われたレースでは大外の6コースから差しを決めて優勝しており[5]、アウトコースからのレースが苦手というわけでもないようである。
- 本人は「できれば、ピット離れ（の差）でインコースを取りたいと思っている」という[1]。

## 人物・エピソード
- 父親は筑豊炭田にある鉱山に勤務していたが、閉山に伴って愛知県のトヨタ自動車系の企業に転職して一家で転居したことから愛知支部でのデビューとなった[1]。
- ギラン・バレー症候群罹患後4か月でレースに復帰した時は、「本来はとても（ボートに）乗れる状態ではなかったが、無理やり復帰した。レースで走ること自体がリハビリになったのかもしれない」と話す[1]。
- 24場制覇を達成した宮島競艇場でのレース前に、当時プロ野球のベンチリポートやヒーローインタビューをしていたフリーアナウンサーの友松純に「今度のレースで24場制覇したら僕と結婚を前提に付き合って下さい」と宣言し、その言葉通り優勝を果たして後年結婚した[1]。本人いわく、「このレースは自分が優勝するものだと思っていた」という。
- ホールケーキを1人で全部食べてしまうほどの甘党で、特に「生クリームが大好き」と話す[1]。
- 趣味でバンド活動をしており、蒲郡競艇場で演奏したこともある[1]。